# Штруфф, Ян-Леннард
Ян-Леннард Штруфф (нем. Jan-Lennard Struff; род. 25 апреля 1990, Варштайн, ФРГ) — немецкий теннисист; победитель пяти турниров ATP (из них один в одиночном разряде).

## Общая информация
Родителей Яна-Леннарда зовут Дитер и Мартина (оба — теннисные тренеры).
Немец впервые попробовал себя в этой игре в шесть лет; любимое покрытие — грунт; лучший удар — бэкхенд.

## Спортивная карьера

### 2010—2018

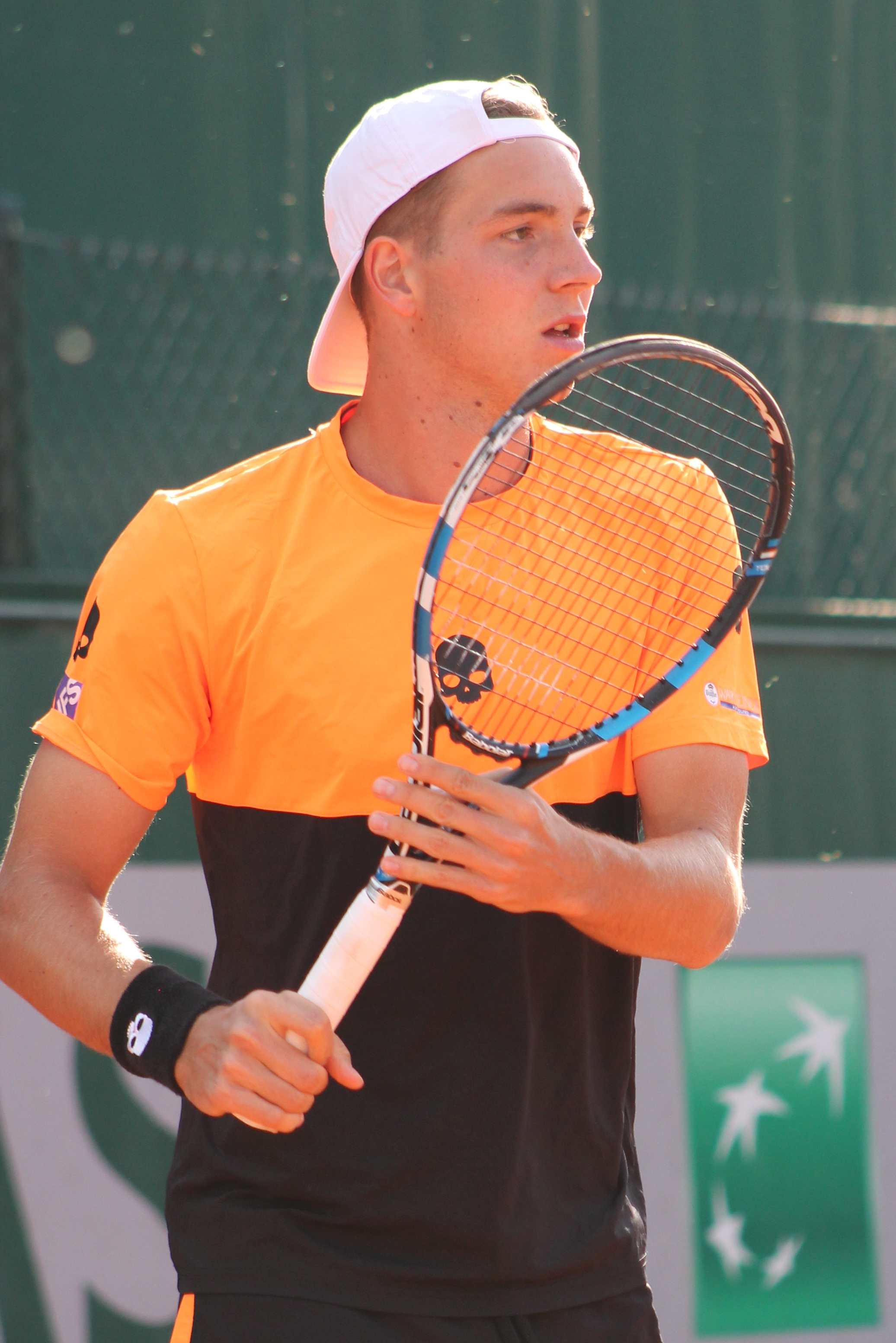
На Ролан Гаррос 2015 года

Первые титулы на турнирах серии «фьючерс» Штруфф выиграл в 2010 году.
Дебют в Мировом туре состоялся в апреле 2013 года, когда немецкий теннисист пробился через квалификацию на турнир в Барселоне. В мае того же года он смог впервые сыграть в основной сетке турнира серии Большого шлема, пробившись через квалификацию на Открытый чемпионат Франции. Таким же образом, Штруфф прошёл и на Уимблдонский турнир, где смог преодолеть барьере первого раунда, пройдя во второй. В августе он впервые поднялся в рейтинге в топ-100.
В феврале 2014 года Штруфф сумел попасть в полуфинал на зальном турнире АТП в Марселе. В начале мая он сыграл ещё в одном полуфинале в туре — на грунтовом турнире в Мюнхене. Через две недели после этого Ян-Леннард выиграл первый титул из серии «челленджер» в немецком Хайльбронне. Третьего полуфинала АТП в сезоне он достиг в сентябре на турнире в Меце.
В 2015 году Штруфф сыграл первые матчи за сборную Германии в Кубке Дэвиса. Осенью того года он выиграл два «челленджера»: в Щецине и Орлеане.
Летом 2016 года Штруфф принял участие в Олимпийских играх в Рио-де-Жанейро. В первом же раунде он уступил россиянину Евгению Донскому. Осенью он победил на двух «челленджерах»: в Алфен-ан-де-Рейне и Монсе. В ноябре на турнире серии Мастерс в Париже Штруфф в матче второго раунда впервые обыграл представителя топ-10 мирового рейтинга. Он оказался сильнее № 3 в мире на тот момент Стэна Вавринки — 3-6, 7-6(6), 7-6(1).
В августе 2017 года Ян-Леннард вышел в полуфинал турнира в Уинстон-Сейлеме. В сентябре он ещё раз сыграл на этой стадии на турнире в Санкт-Петербурге.
Успешным стало выступление на Открытом чемпионате Австралии 2018 года в мужском парном разряде для Ян-Леннарда и японца Бена Маклахлана. Они сумели дойти до полуфинала, где проиграли в третьем решающем сете паре Оливер Марах из Австрии и Мате Павич из Хорватии. На Уимблдонском турнир их дуэт пробился в четвертьфинал. В одичном же разряде Уимблдона Штруфф впервые достиг третьего раунда на Больших шлемах, проиграв на этой стадии знаменитому Роджеру Федереру. До третьего раунда немецкому теннисисту удалось доиграть и на Открытом чемпионате США. В начале октября в парном разряде Штруфф выиграл свой первый в карьере титул АТП. Он взял трофей турнира в Токио в партнёрстве с Беном Маклахланом.

### 2019—2021

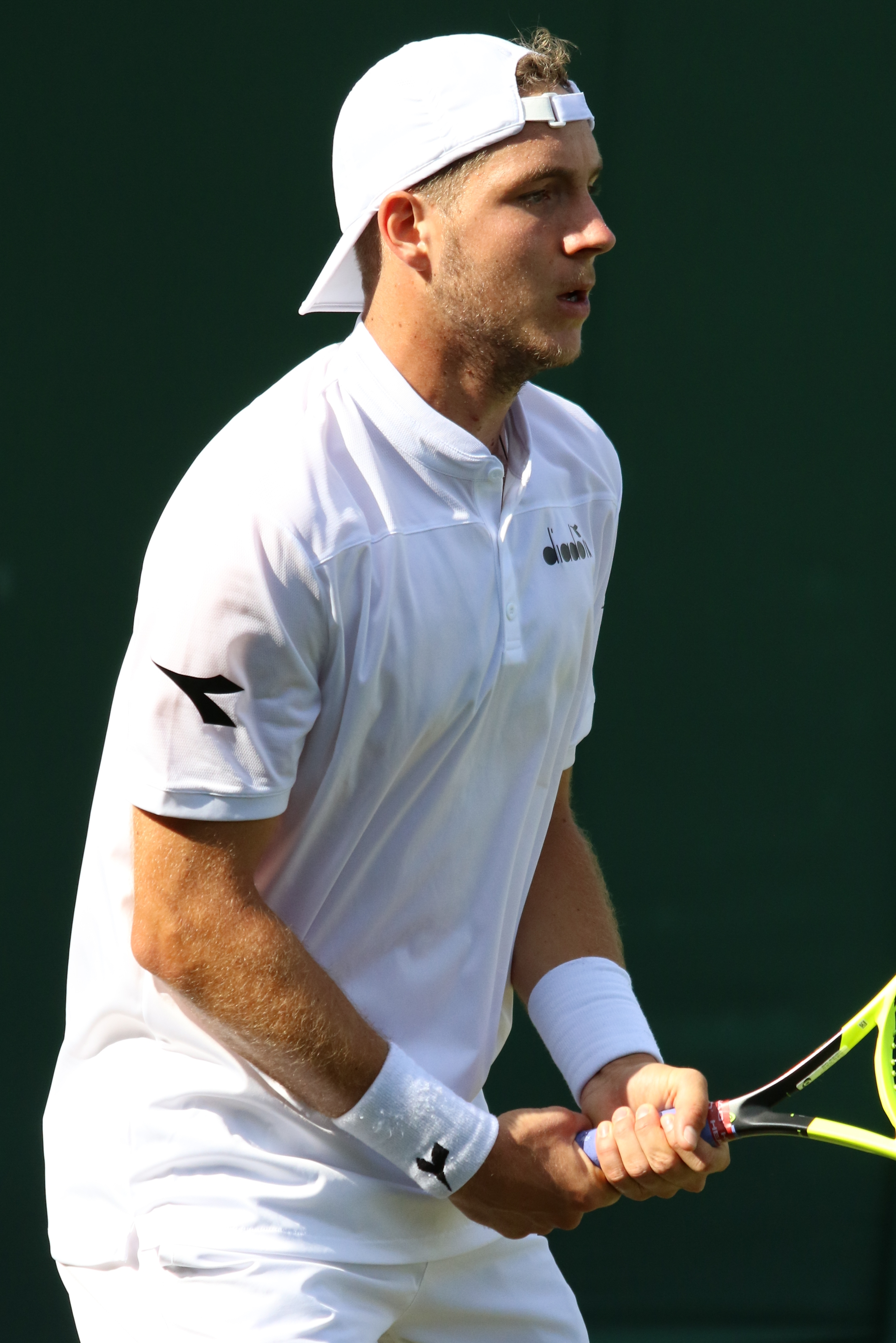
На Уимблдоне 2019 года

В начале сезона 2019 года Штруфф с Маклахланом смог выиграть парные соревнования в Сиднее. Там же он дошёл до полуфинала в одиночном разряде. В марте Маклахлан и Штруфф вышли в парный финал в Дубае. На Мастерсе в Индиан-Уэлсе (США) он дошёл до четвёртого раунда, сенсационно переиграв третью ракетку мира Александра Зверева в третьем круге (6-3, 6-1). В борьбе за выход в 1/4 финала  Штруфф проиграл канадцу Милошу Раоничу (4-6, 3-6). В апреле 2019 года Штруфф дошел до четвертьфинала турнира серии ATP 500 в Барселоне, обыграв для этого № 8 в мире Стефаноса Циципаса (6-4, 3-6, 6-2). В 1/4 финала Штруфф проиграл Рафаэлю Надалю в двух сетах. В мае на Мастерсе в Риме дошёл до третьего раунда, обыграв теннисиста из топ-10 Марина Чилича, но затем проиграл японцу Кэю Нисикори. На Открытом чемпионате Франции Ян-Леннард впервые в карьере дошёл до четвёртого раунда одиночного Большого шлема, обыграв Дениса Шаповалова, Раду Албота и Борну Чорича в тяжелейшем матче, закончившимся в пятом сете при счёте 11-9. В четвёртом раунде Штруфф в трёх сетах проиграл первой ракетке мира Новак Джоковичу.
В июне на турнире в Штутгарте Штруфф дошёл до полуфинала, где проиграл итальянцу Маттео Берреттини. В июле на Уимблдонском турнире дошёл до третьего раунда, где проиграл в четырёх сетах Михаилу Кукушкину из Казахстана. На Мастерсе в Цинциннати Ян-Леннард второй раз в сезоне переиграл Циципаса, а после этого в третьем раунде уступил будущему победителю турнира Даниилу Медведеву. В сентябре он выиграл парный приз зального турнира в Меце, взяв его в дуэте с Робертом Линдстедтом. На турнире ATP 500 в Базеле в октябре Штруфф дошёл 1/4 финала, где проиграл австралийцу Алексу де Минору. На последнем для себя в сезоне турнире — Мастерсе в Париже смог обыграть № 8 в мире Карена Хачанова во втором раунде, но затем уступил Жо-Вильфриду Тсонга. Впервые в карьере он завершил сезон в топ-40 одиночного рейтинга.
На Открытом чемпионате Австралии 2020 года удалось выйти в парный четвертьфинал в партнёрстве с Хенри Континеном из Финляндии. Затем их пара смогла выйти в парный финал в Роттердаме и полуфинал в Дубае. Лучшим результатом в одиночках на этом отрезке стал четвертьфинал в том же Дубае. После паузы в сезоне Штруфф начал в августе с Мастерса в Нью-Йорке, перенесенного в тот год из Цинциннати. Ему удалось достичь четвертьфинала, обыграв в том числе игрока топ-10 Давида Гоффена (6-4, 3-6, 6-4), но затем он не справился с Джоковичем. На Открытом чемпионате США Джокович вновь стал барьером на пути Штруффа, на это раз они встретились в третьем раунде.
На старте сезона 2021 года лучшими результатами стали выход в 1/4 финала в Анталье и попадание в полуфинал с командой Германии на Кубке ATP. После этого и до начала мая более одного матча на турнирах смог выиграть только в апреле в Кальяри, где вышел в четвертьфинал. На турнире в Мюнхене Штруфф смог выйти в свой дебютный одиночный финал в основном туре, где в борьбе за титул проиграл Николозу Басилашвили. На Открытом чемпионате Франции ему удалось второй раз в карьере выйти в четвёртый раунд Большого шлема. В первом раунде он прошёл в пяти сетах № 7 в мире Андрея Рублёва, а в третьем раунде начинающего свою карьеру Карлоса Алькараса.
Летом 2021 года Штруфф на травяном турнире в Халле переиграл вторую ракетку мира Даниила Медведева (7-6, 6-3) в первом раунде, но затем проиграл Маркосу Гирону из США. Также Штруфф сыграл на Олимпиаде в Токио, где во втором раунде проиграл Новаку Джоковичу. В парном разряде он выступил в команде с Александром Зверевым и их результатом стал выход в четвертьфинал. В оставшейся части сезона до поздних стадий смог добраться только на одном турнире — в Санкт-Петербурге, где обеспечил себе выход в полуфинал. В конце сезона сыграл в составе сборной Германии в финальном турнире Кубка Дэвиса. Немецкая команда смогла выйти из группы и одолеть в четвертьфинале британцев. В 1/2 финала Германия уступила команде из России.

### 2022—2024 (финал Мастерса в Мадриде)

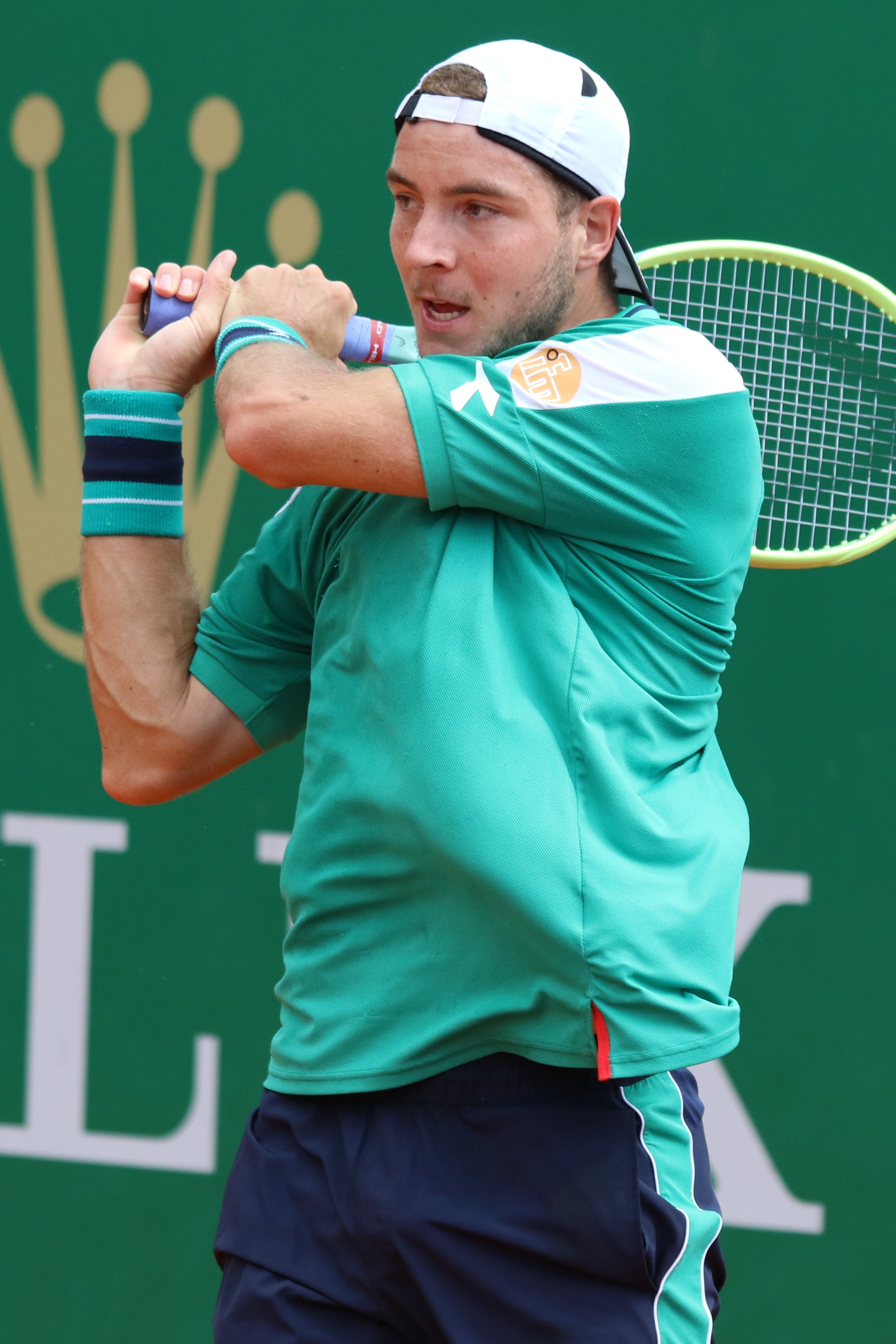
На Мастерсе в Мадриде 2023 года

Начало сезона 2022 года получилось неудачным. Он смог выиграть только один матч на Кубке ATP, а грунтовую часть пропустил и потерял место в топ-100. В июле Штруфф выиграл «челленджер» в Германии. Осенью он достиг лучшего результата в основном туре, пройдя в четвертьфинал турнира в Софии. В конце сезона он сыграл в финале на «челленджере» в Италии, а после этого в финальном турнире Кубка Дэвиса, где в 1/4 финала немцы проиграли сборной Канады, несмотря на победу Штруффа в первом матче над Денисом Шаповаловым.
2023 год стал самым результативным в карьере Штруффа. Начинал он его за пределами топ-100 и на Открытый чемпионат Австралии пробился через квалификацию. В апреле на Мастерсе в Монте-Карло, также пройдя отбор, смог в итоге доиграть до четвертьфинала, переиграв в третьем раунде № 4 в мире Каспера Рууда (6-1, 7-6). На следующий Мастерс в Мадриде Штруфф попал только в качестве лаки-лузера, но смог выдать свой самый заметный результат в карьере. Проиграв в финале квалификации Аслану Карацеву, Штурфф заменил в основной сетке выбывшего игрока и сыграл на турнире. Он смог выиграть у Лоренцо Сонего, Бена Шелтона, Душана Лайовича и Педро Качина, попав в четвертьфинал. Здесь он смог переиграть № 5 в мире Стефаноса Циципаса (7-6, 5-7, 6-3), впервые попав в полуфинал Мастерса. В 1/2 финала он вновь сразился с Карацевым, который обыграл его в финале квалификации и на этот раз Штруфф смог победить (4-6, 6-3, 6-4), оформив свой дебютный финал в серии Мастерс. Он стал первым в истории финалистом в статусе лаки-лузера на турнирах серии Мастерс. В титульном матче Ян-Леннард проиграл Карлосу Алькарасу в трёх сетах. Успешное выступление в Мадриде позволило Штруффу подняться в топ-30, хотя он только в начале апреля вернулся в первую сотню рейтинга.
Следующее хорошее выступление пришлось на июнь 2023 года, когда Штруфф доиграл до финала на траве в Штутгарте и это принесло ему взлёт на самую высокую в карьере — 21-ю строчку мирового рейтинга. Из-за травм Штруфф был вынужден пропустит Уимблдон и летнюю североамериканскую серию турниров. В осеннем отрезке сезона лучше всего сыграл на последнем для себя турнире в сезоне — в Софии, где смог выйти в полуфинал. По итогам сезона Штруфф занял 25-е место.
В марте 2024 года Штруфф взял парный титул на турнире в Дубае совместно с Таллоном Грикспором. В одиночном разряде первый раз выиграть два матча подряд на одном турнире в том сезоне удалось в апреле на Мастерсе в Монте-Карло. Через неделю после этого Штруфф смог впервые в карьере выиграть одиночный титул в ATP-туре. Произошло это на турнире в Мюнхене, где он выиграл четыре матча, не проиграв ни сета (у Ботика ван де Зандсхюлпа, Феликса Оже-Альяссима,Хольгера Руне и в финале Тейлора Фрица. Также в Мюнхене ему удалось сыграть в парном финале в команде с Андреасом Мисом. На Мастерсе в Мадриде он доиграл до четвёртого раунда, а на главном грунтом турнире сезона — Ролан Гарросе до третьего.
На отрезке сезона 2024 года на траве Штруфф дважды выходил в четвертьфинал (на турнирах в Штутгарте и Халле), а на Уимблдоне завершил выступления в третьем раунде. В июле он доиграл до полуфинала на Гштаде, а затем сыграл на Олимпиаде в Париже. В одиночном разряде он снялся с Олимпийского турнира во втором раунде, но в парном разряде продолжил выступать в паре, где доиграл до 1/4 финала в партнёрстве с Домиником Кёпфером. В концовке сезона в составе сборной Германии сыграла в финальном турнире Кубка Дэвиса и со своей командой смог доиграть до полуфинала.

### 2025 год
Первая половина 2025 года сложилась неудачно, за все турниры Штруфф только один раз смог достичь четвертьфинала — в феврале на зальном турнире в Марселе.

## Рейтинг на конец года
| Год  | Одиночный рейтинг | Парный рейтинг |
| 2024 | 42                | 128            |
| 2023 | 25                | 277            |
| 2022 | 150               | 137            |
| 2021 | 51                | 69             |
| 2020 | 36                | 53             |
| 2019 | 35                | 56             |
| 2018 | 57                | 22             |
| 2017 | 53                | 190            |
| 2016 | 63                | 182            |
| 2015 | 107               | 162            |
| 2014 | 59                | 169            |
| 2013 | 107               | 450            |
| 2012 | 168               | 404            |
| 2011 | 239               | 627            |
| 2010 | 359               | —              |
| 2009 | 702               | 1 256          |
| 2008 | —                 | 1 080          |

## Выступления на турнирах

### Финалы турнировATPв одиночном разряде (4)

#### Победа (1)
| Легенда                     |
| --------------------------- |
| Турниры Большого шлема (0)* |
| Итоговый турнир ATP (0)     |
| Мастерс (0)                 |
| АТР 500 (0+2)               |
| АТР 250 (1+2)               |

| Титулы по покрытиям | Титулы по месту проведения матчей турнира |
| ------------------- | ----------------------------------------- |
| Хард (0+4)*         | Зал (0+2)                                 |
| Грунт (1)           | Зал (0+2)                                 |
| Трава (0)           | Открытый воздух (1+2)                     |
| Ковёр (0)           | Открытый воздух (1+2)                     |

* количество побед в одиночном разряде + количество побед в парном разряде.
| №  | Дата           | Турнир           | Покрытие | Соперник в финале | Счёт    |
| 1. | 21 апреля 2024 | Мюнхен, Германия | Грунт    | Тейлор Фриц       | 7-5 6-3 |

#### Поражения (3)
| №  | Дата         | Турнир             | Покрытие | Соперник в финале   | Счёт              |
| 1. | 2 мая 2021   | Мюнхен, Германия   | Грунт    | Николоз Басилашвили | 4-6 6-7(5)        |
| 2. | 7 мая 2023   | Мадрид, Испания    | Грунт    | Карлос Алькарас     | 4-6 6-3 3-6       |
| 3. | 18 июня 2023 | Штутгарт, Германия | Трава    | Фрэнсис Тиафо       | 6-4 6-7(1) 6-7(8) |

### Финалы челленджеров и фьючерсов в одиночном разряде (30)

#### Победы (12)
| Условные обозначения |
| Челленджеры (6+7)*   |
| Фьючерсы (6+2)       |

| Титулы по покрытиям | Титулы по месту проведения матчей турнира |
| ------------------- | ----------------------------------------- |
| Хард (3+2)*         | Зал (3+1)                                 |
| Грунт (9+7)         | Зал (3+1)                                 |
| Трава (0)           | Открытый воздух (9+8)                     |
| Ковёр (0)           | Открытый воздух (9+8)                     |

* количество побед в одиночном разряде + количество побед в парном разряде.
| №   | Дата             | Турнир                       | Покрытие   | Соперник в финале    | Счёт           |
| 1.  | 20 июня 2010     | Кёльн, Германия              | Грунт      | Деннис Блёмке        | 7-6(5) 6-0     |
| 2.  | 27 марта 2011    | Барселона, Испания           | Грунт      | Педро Клар Росельо   | 6-4 6-3        |
| 3.  | 24 июня 2012     | Кёльн, Германия              | Грунт      | Джереми Джан         | 7-6(4) 7-5     |
| 4.  | 29 июля 2012     | Дортмунд, Германия           | Грунт      | Маттиас Вуннер       | 6-1 6-4        |
| 5.  | 25 августа 2012  | Эсте, Италия                 | Грунт      | Сальваторе Карузо    | 6-7(3) 6-2 6-2 |
| 6.  | 14 октября 2012  | Эссен, Германия              | Хард (зал) | Бастиан Книттель     | 6-3 6-2        |
| 7.  | 18 мая 2014      | Хайльбронн, Германия         | Грунт      | Мартон Фучович       | 6-2 7-6(5)     |
| 8.  | 20 сентября 2015 | Щецин, Польша                | Грунт      | Артём Смирнов        | 6-4 6-3        |
| 9.  | 4 октября 2015   | Орлеан, Франция              | Хард (зал) | Ежи Янович           | 5-7 6-4 6-3    |
| 10. | 11 сентября 2016 | Алфен-ан-де-Рейн, Нидерланды | Грунт      | Робин Хасе           | 6-4 6-1        |
| 11. | 9 октября 2016   | Монс, Бельгия                | Хард (зал) | Венсан Мийо          | 6-2 6-0        |
| 12. | 10 июля 2022     | Брауншвейг, Германия         | Грунт      | Максимилиан Мартерер | 6-2 6-2        |

#### Поражения (18)
| №   | Дата             | Турнир                        | Покрытие    | Соперник в финале     | Счёт              |
| 1.  | 1 августа 2010   | Дортмунд, Германия            | Грунт       | Григор Димитров       | 5-7 5-7           |
| 2.  | 6 февраля 2011   | Нуслох, Германия              | Ковёр (зал) | Эрвин Элескович       | 5-7 4-6           |
| 3.  | 3 апреля 2011    | Реус, Испания                 | Грунт       | Педро Клар Росельо    | 4-6 3-6           |
| 4.  | 16 апреля 2011   | Верчелли, Испания             | Грунт       | Стефано Гальвани      | 6-7(6) 0-6        |
| 5.  | 5 июня 2011      | Фюрт, Германия                | Грунт       | Жуан Соуза            | 2-6 6-0 2-6       |
| 6.  | 11 сентября 2011 | Алфен-ан-ден-Рейн, Нидерланды | Грунт       | Игорь Сейслинг        | 6-7(2) 3-6        |
| 7.  | 30 сентября 2012 | Мадрид, Испания               | Грунт       | Даниэль Химено Травер | 4-6 2-6           |
| 8.  | 11 ноября 2012   | Лафборо, Великобритания       | Хард (зал)  | Евгений Донской       | 2-6 6-4 1-6       |
| 9.  | 27 января 2013   | Хайльбронн, Германия          | Хард (зал)  | Михаэль Беррер        | 5-7 3-6           |
| 10. | 10 февраля 2013  | Бергамо, Италия               | Хард (зал)  | Михал Пшисенжний      | 6-4 6-7(5) 6-7(5) |
| 11. | 3 ноября 2013    | Женева, Швейцария             | Хард (зал)  | Малик Джазири         | 4-6 3-6           |
| 12. | 16 февраля 2014  | Бергамо, Италия               | Хард (зал)  | Симоне Болелли        | 6-7(6) 4-6        |
| 13. | 14 сентября 2014 | Шецин, Польша                 | Грунт       | Дастин Браун          | 4-6 3-6           |
| 14. | 15 мая 2016      | Хайльбронн, Германия          | Грунт       | Николоз Басилашвили   | 4-6 6-7(3)        |
| 15. | 5 июня 2016      | Фюрт, Германия                | Грунт       | Раду Албот            | 3-6 4-6           |
| 16. | 15 января 2017   | Канберра, Австралия           | Хард        | Дуди Села             | 6-3 4-6 3-6       |
| 17. | 12 августа 2018  | Пуллах-им-Изарталь, Германия  | Грунт       | Педру Соуза           | 1-6 3-6           |
| 18. | 6 ноября 2022    | Бергамо, Италия               | Хард (зал)  | Отто Виртанен         | 2-6 5-7           |

### Финалы турнировATPв парном разряде (8)

#### Победы (4)
| №  | Дата             | Турнир                 | Покрытие   | Партнёр          | Соперники в финале            | Счёт              |
| 1. | 7 октября 2018   | Токио, Япония          | Хард (зал) | Бен Маклахлан    | Майкл Винус Равен Класен      | 6-4 7-5           |
| 2. | 12 января 2019   | Окленд, Новая Зеландия | Хард       | Бен Маклахлан    | Майкл Винус Равен Класен      | 6-3 6-4           |
| 3. | 22 сентября 2019 | Мец, Франция           | Хард (зал) | Роберт Линдстедт | Николя Маю Эдуар Роже-Васслен | 2-6 7-6(1) [10-4] |
| 4. | 2 марта 2024     | Дубай, ОАЭ             | Хард       | Таллон Грикспор  | Иван Додиг Остин Крайчек      | 6-4 4-6 [10-6]    |

#### Поражения (4)
| №  | Дата            | Турнир                | Покрытие   | Партнёр        | Соперники в финале           | Счёт              |
| 1. | 12 января 2018  | Сидней, Австралия     | Хард       | Виктор Троицки | Лукаш Кубот Марсело Мело     | 3-6 4-6           |
| 2. | 2 марта 2019    | Дубай, ОАЭ            | Хард       | Бен Маклахлан  | Раджив Рам Джо Солсбери      | 6-7(4) 3-6        |
| 3. | 16 февраля 2020 | Роттердам, Нидерланды | Хард (зал) | Хенри Континен | Николя Маю Пьер-Юг Эрбер     | 6-7(5) 6-4 [7-10] |
| 4. | 21 апреля 2024  | Мюнхен, Германия      | Грунт      | Андреас Мис    | Юки Бхамбри Альбано Оливетти | 6-7(6) 6-7(5)     |

### Финалы челленджеров и фьючерсов в парном разряде (18)

#### Победы (9)
| №  | Дата             | Турнир                        | Покрытие   | Партнёр           | Соперники в финале                | Счёт              |
| 1. | 22 апреля 2012   | Аяччо, Франция                | Грунт      | Александр Сачко   | Ромен Жуан Янник Мертенс          | 0-6 6-4 [10-7]    |
| 2. | 25 августа 2012  | Эсте, Италия                  | Грунт      | Александр Сачко   | Хорхе Агилар Хуан Карлос Саэс     | 4-6 6-4 [10-7]    |
| 3. | 14 сентября 2014 | Шецин, Польша                 | Грунт      | Дастин Браун      | Томаш Беднарек Игорь Зеленай      | 6-2 6-4           |
| 4. | 13 сентября 2015 | Алфен-ан-ден-Рейн, Нидерланды | Грунт      | Тобиас Камке      | Адриан Унгур Виктор Ханеску       | 7-6(1) 3-6 [10-7] |
| 5. | 11 сентября 2016 | Алфен-ан-де-Рейн, Нидерланды  | Грунт      | Даниэль Мазур     | Бой Вестерхоф Робин Хасе          | 6-4 6-1           |
| 6. | 15 января 2017   | Канберра, Австралия           | Хард       | Андре Бегеман     | Карлос Берлок Андрес Мольтени     | 6-3 6-4           |
| 7. | 10 сентября 2017 | Генуя, Италия                 | Грунт      | Тим Пютц          | Гидо Андреосси Ариэль Беар        | 7-6(5) 7-6(8)     |
| 8. | 10 июля 2022     | Брауншвейг, Германия          | Грунт      | Марсело Демолинер | Роман Ебавый Адам Павласек        | 6-4 7-5           |
| 9. | 6 ноября 2022    | Бергамо, Италия               | Хард (зал) | Хенри Сквире      | Альбано Оливетти Жонатан Эйссерик | 6-4 6-7(5) [10-7] |

#### Поражения (9)
| №  | Дата           | Турнир               | Покрытие   | Партнёр         | Соперники в финале                                  | Счёт                 |
| 1. | 26 июля 2008   | Эрфтштадт, Германия  | Грунт      | Патрик Праделла | Бастиан Книттель Мартин Эммрих                      | 3-6 2-6              |
| 2. | 2 августа 2008 | Вецлар, Германия     | Грунт      | Патрик Праделла | Рой Брюггелинг Баз ван дер Валк                     | 5-7 2-6              |
| 3. | 8 августа 2009 | Вецлар, Германия     | Грунт      | Патрик Праделла | Рой Брюггелинг Баз ван дер Валк                     | 3-6 4-6              |
| 4. | 3 апреля 2011  | Реус, Испания        | Грунт      | Рихард Вайте    | Мики Фермер Марк Форнель Местрес                    | 6-7(3) 7-6(1) [8-10] |
| 5. | 24 июня 2012   | Кёльн, Германия      | Грунт      | Маттис Ветцель  | Алекс Болт Эндрю Уиттингтон                         | 1-6 0-6              |
| 6. | 1 июля 2012    | Бреда, Нидерланды    | Грунт      | Патрик Праделла | Матве Мидделкоп Милян Нистен                        | 2-6 4-6              |
| 7. | 29 июля 2012   | Дортмунд, Германия   | Грунт      | Патрик Праделла | Алехандро Морено Фигероа Мигель Анхель Рейес Варела | 6-4 4-6 [7-10]       |
| 8. | 10 ноября 2013 | Братислава, Словакия | Хард (зал) | Геро Кречмер    | Хенри Континен Андреас Сильестрём                   | 6-7(6) 2-6           |
| 9. | 20 марта 2022  | Финикс, США          | Хард       | Оскар Отте      | Денис Кудла Трет Конрад Хьюи                        | 6-7(10) 6-3 [6-10]   |

## Победы над теннисистами из топ-10
По состоянию на 25 февраля 2025 года
| Сезон | 2013 | 2014 | 2015 | 2016 | 2017 | 2018 | 2019 | 2020 | 2021 | 2022 | 2023 | 2024 | Всего |
| Побед | 0    | 0    | 0    | 1    | 0    | 1    | 5    | 1    | 2    | 0    | 2    | 0    | 12    |

| №    | Игрок            | Рейтинг | Турнир                     | Покрытие   | Этап       | Счёт                       | Рейтинг Штруффа |
| ---- | ---------------- | ------- | -------------------------- | ---------- | ---------- | -------------------------- | --------------- |
| 2016 |                  |         |                            |            |            |                            |                 |
| 1.   | Стэн Вавринка    | 3       | Париж, Франция             | Хард (зал) | 2-й раунд  | 3-6, 7-6(6), 7-6(1)        | 91              |
| 2018 |                  |         |                            |            |            |                            |                 |
| 2.   | Марин Чилич      | 6       | Токио, Япония              | Хард (зал) | 1-й раунд  | 3-6, 6-4, 7-6(1)           | 56              |
| 2019 |                  |         |                            |            |            |                            |                 |
| 3.   | Александр Зверев | 3       | Индиан-Уэлс, США           | Хард       | 3-й раунд  | 6-3, 6-1                   | 55              |
| 4.   | Стефанос Циципас | 8       | Барселона, Испания         | Грунт      | 3-й раунд  | 6-4, 3-6, 6-2              | 51              |
| 5.   | Марин Чилич      | 10      | Рим, Италия                | Грунт      | 2-й раунд  | 6-2, 6-3                   | 51              |
| 6.   | Стефанос Циципас | 7       | Цинциннати, США            | Хард       | 2-й раунд  | 6-4, 6-7(5), 7-6(6)        | 36              |
| 7.   | Карен Хачанов    | 8       | Париж, Франция             | Хард (зал) | 2-й раунд  | 7-6(5), 3-6, 7-5           | 36              |
| 2020 |                  |         |                            |            |            |                            |                 |
| 8.   | Давид Гоффен     | 10      | Цинциннати, США            | Хард       | 3-й раунд  | 6-3, 3-6, 6-4              | 34              |
| 2021 |                  |         |                            |            |            |                            |                 |
| 9.   | Андрей Рублёв    | 7       | Открытый чемпионат Франции | Грунт      | 1-й раунд  | 6-3, 7-6(6), 4-6, 3-6, 6-4 | 42              |
| 10.  | Даниил Медведев  | 2       | Халле, Германия            | Трава      | 1-й раунд  | 7-6(6), 6-3                | 45              |
| 2023 |                  |         |                            |            |            |                            |                 |
| 11.  | Каспер Рууд      | 4       | Монте-Карло, Франция       | Грунт      | 3-й раунд  | 6-1, 7-6(6)                | 100             |
| 12.  | Стефанос Циципас | 5       | Мадрид, Испания            | Грунт      | 1/4 финала | 7-6(5), 5-7, 6-3           | 65              |